# Valentina Maksimova
Valentina Maksimova (Russisch: Валентина Максимова) (Toela, 21 mei 1937) is een wielrenner uit Rusland.
Op de Wereldkampioenschappen baanwielrennen 1958 won ze de zilveren medaille op het onderdeel sprint, dat ze in 1959, 1960 en 1961 wist te herhalen.